# Jun Muramatsu
Jun Muramatsu (født 10. april 1982) er en tidligere japansk fodboldspiller.
Han har spillet for flere forskellige klubber i sin karriere, herunder Shimizu S-Pulse og Mito HollyHock.